# Tercera guerra mitridática
La tercera guerra mitridática (74 a. C.-65 a. C.) fue una de las tres guerras mitridáticas que enfrentaron a Mitrídates VI, rey del Ponto, con la República de Roma. Los romanos ganaron la guerra y Mitrídates se suicidó, finalizando de ese modo la amenaza del reino del Ponto y sometiendo al Reino de Armenia.

## La guerra final en el Ponto
Mitrídates VI fue durante mucho tiempo una importante preocupación para Roma, provocando dos guerras contra la República a lo largo del siglo I a. C. Como consecuencia del caos que se apoderó de Roma tras el terror provocado por las dictaduras de Cayo Mario y Sila, la República estaba en un completo desorden.
Al lanzar un ataque al mismo tiempo que se producía la revuelta de Sertorio, que se extendía por Hispania, Mitrídates no encontró inicialmente ninguna resistencia. El Senado finalmente reaccionó enviando al cónsul Lucio Licinio Lúculo a hacer frente a la amenaza del ejército del Ponto. El otro general de que disponía Roma, Pompeyo, se encontraba en la Galia, marchando hacia Hispania para ayudar a aplastar la rebelión dirigida por el general Sertorio.
Al llegar a su destino, Lúculo se reunió con diversas legiones que habían estado combatiendo por Asia Menor, y marchó contra Mitrídates moviéndose hacia oriente y penetrando en Armenia, reino aliado del Ponto, llegando a someter la capital tras la batalla de Tigranocerta. Las veteranas legiones romanas demostraron ser muy superiores en combate al ejército que dirigía Mitrídates, compuesto en su mayor parte de armamento desfasado como los carros, que eran incapaces de penetrar en las líneas romanas. Avanzando profundamente en Armenia, Lúculo persiguió a Mitrídates y a su aliado Tigranes el Grande implacablemente, dejándose llevar por los acontecimientos. Pero en el 69 a C., mientras arrasaba el Cáucaso, comenzaron a crearse ejércitos enemigos nuevos y frescos detrás de su avance al mismo tiempo que sus soldados, muchos de ellos sirviendo en las legiones bastantes más de los veinte años de servicio obligatorio, comenzaron a amotinarse como consecuencia de las duras condiciones de marcha a las que eran sometidos.
En Roma, el Senado decidió reemplazar a Lúculo por el victorioso Cneo Pompeyo Magno, con la esperanza de que este lograse concluir la guerra de manera decisiva y permanente. Pompeyo llegó al poco tiempo al Este con sus propias legiones de veteranos y penetró en Armenia derrotando a la débil resistencia que encontró a su paso.
El ejército de Mitrídates ya no existía más allá de su nombre, mientras sus aliados armenios estaban completamente desorganizados. Finalmente, Pompeyo conquistó la capital de Armenia y Mitrídates huyó al Cáucaso con la esperanza de reorganizar un ejército nuevo y seguir la guerra contra Roma, pero pasados dos años asumió su completa derrota. Esto, sumado a la pérdida de autoridad resultante de la traición de sus hijos Macares y Farnaces II, lo condujeron a intentar suicidarse con veneno. El intento fracasó ya que había adquirido inmunidad a varios venenos por haber tomado dosis diminutas a lo largo de su vida, con el objetivo de protegerse de ser asesinado por esta vía. De acuerdo con Apiano en su Historia Romana (XVI, 111), luego le ordenó a su guardaespaldas y amigo, Bituitus, que lo matara con una espada. El cuerpo de Mitrídates fue enterrado en Sinope, la capital de Ponto, por orden de Pompeyo.